# Festival de las Flores de Aibonito
El Festival de las Flores de Aibonito es un festival anual que tiene lugar en Aibonito, Puerto Rico. Este es un festival de 10 días que se celebra cada junio en terrenos especialmente designados en las afueras de Aibonito Pueblo. Los asistentes al festival pueden ver y comprar flores de todo tipo traídas por cultivadores y minoristas de todo Puerto Rico. Además de las exhibiciones florales, hay exhibiciones dedicadas a las plantas de frutas y hortalizas, actuaciones de música en vivo, quioscos de comida, actividades para niños y artesanías tradicionales.
Aibonito es un centro importante en la industria floral de Puerto Rico desde antes de la primera edición del festival. El festival se ha celebrado durante casi cincuenta años, y la primera edición se celebró en 1969. Su propósito original era y sigue siendo mostrar la flora de Puerto Rico y la industria floral de la isla. El festival se estableció oficialmente para su segunda edición cuando se incorporó el Festival de las Flores de Aibonito, Inc. con el objetivo de promover y celebrar la floricultura y agricultura del pueblo. En 2017, el huracán María trajo una cantidad significativa de lluvia, viento y destrucción que diezmó la industria de las flores de Aibonito. el festival fue cancelado debido a la actual pandemia de COVID-19 en Puerto Rico.